# Feuerwehr Eisenach
Die Feuerwehr Eisenach ist im Amt für Brand- und Katastrophenschutz der Stadt Eisenach organisiert und besteht aus der Berufsfeuerwehr mit einer Wache im Stadtgebiet und neun Freiwilligen Feuerwehren verschiedener Stadtteile. Mit ihren aktiven Mitgliedern stellen sie den Brandschutz, den Katastrophenschutz und die allgemeine Hilfe in der Stadt Eisenach und deren Stadtteilen sicher.

## Geschichte
Am 8. August 1860 bildete sich der Eisenacher Turnverein mit etwa 40 Mitgliedern. Die Eisenacher Stadtverwaltung genehmigte im Oktober 1860 diese Vereinsgründung und beauftragte die Turner, eine Rettungskompanie zur Unterstützung der Eisenacher Feuerpolizei zu bilden. Unter Führung des Gustav Adami erfolgte am 30. April 1862 die feierliche Verpflichtung der Freiwilligeneinheit durch den Stadtrat. Am 15. September 1862 erhielt die Eisenacher Turnerschaft eine Feuerspritze von der Aachener Münchener Feuerversicherungsgesellschaft. Im Jahr 1869 wurde das Grundgesetz der Freiwilligen Feuerwehr zu Eisenach erlassen, es regelte auch die Versorgung von verunglückten Feuerwehrkameraden und deren Hinterbliebenen. Die Großherzogliche Regierung von Sachsen-Weimar-Eisenach veranlasste 1881 eine Vereinheitlichung zur Regelung des Feuerwehrwesens. Männliche Bürger vom 18. bis zum 50. Lebensjahr konnten nun zum Feuerwehrdienst verpflichtet werden. Eine Liste der Stadt Eisenach nennt 7 Feuerwehrbezirke und 450 Namen, davon traten 68 Personen eine Feuerwehrgrundausbildung an. Ein Feueralarm wurde noch durch Kanonenschüsse von der Wartburg ausgelöst, später durch Leuten einer Sturmglocke und durch die sieben eingesetzten Feuerwehrhornisten, ab 1890 gab es im Stadtgebiet 25 Feuermeldestellen, die bereits eine telefonische Verbindung zur Feuerwache besaßen. Mit dem Ausbau des städtischen Trinkwasser-Rohrleitungsnetzes wurden in jeder Straße Hydranten zur Löschwasserversorgung installiert.
Im Jahr 1890 wurde ein Zentralspritzenhaus am heutigen Theaterplatz eingerichtet, es bestand bis 1903 und wurde dann in die Helenstraße verlegt. Im Depot waren eine große Handdruckspritze, zwei normale Handdruckspritzen und zwei kleinere Handdruckspritzen vorhanden. Bis 1899 wurden eine mechanische Drehleiter und zwei weitere Handdruckspritzen angeschafft, alle Feuerwehrgeräte benötigten Pferde zum Transport. Die erste Motorspritze konnte im Jahr 1922 angekauft werden.
Die Fahrzeugfabrik Eisenach und die Kammgarnspinnerei gründeten um 1900 eigene Werkfeuerwehren, in diesen Großbetrieben wurden bereits Motorspritzen eingesetzt. Die Werkfeuerwehren wurden im Bedarfsfall zur Unterstützung der Eisenacher Berufsfeuerwehr und zu Überlandlöschhilfen angefordert. Die erste Motordrehleiter der Freiwilligen Feuerwehr Eisenach wurde 1926 angeschafft.
Während des Zweiten Weltkrieges befand sich im westlichen Teil des Marktplatzes ein zusätzlicher Löschwassertank. Die Nationalsozialisten forderten auch Mädchen und Frauen zum Feuerwehrdienst auf. Diese kamen beispielsweise bei den verheerenden Luftangriffen auf die Eisenacher Altstadt im September 1944 und zum Kriegsende im April 1945 zum Einsatz.
Am 1. Juli 1956 trat das erste Brandschutzgesetz der DDR in Kraft, das die Zuständigkeiten und materiellen Bedingungen für die Arbeit der Feuerwehrleute regelte. Die Berufsfeuerwehr wurde dem Volkspolizeikreisamt unterstellt. Im Januar 1957 war die Eisenacher Freiwillige Feuerwehr direkt dem Rat der Stadt unterstellt worden. Eine wichtige Aufgabe der Eisenacher Freiwilligen Feuerwehr war die Absicherung von Veranstaltungen. So wurden jährlich 330 Theaterwachen abgerechnet. In Eisenach war im Jahr 1968 eine ATZE-Feuerwehr für die Nachwuchsgewinnung am Pionierhaus gegründet worden. Die auch in anderen Städten der DDR aufgebaute ATZE-Feuerwehr wurde jährlich zu 40 bis 60 Veranstaltungen, auch in den Schulferien, eingesetzt und war ein großer Erfolg. Hierbei wurden etwa 45000 Kinder als Feuerwehrnachwuchs umworben.

## Berufsfeuerwehr
Die Berufsfeuerwehr Eisenach bildet die Grundsicherung der Stadt im Brandschutz und Katastrophenschutz. Die Feuerwache der Berufsfeuerwehr befindet sich im nördlichen Teil von Eisenach zusammen mit der Freiwilligen Feuerwehr Eisenach-Mitte und der Rettungsleitstelle für den Wartburgkreis und die Stadt Eisenach. Sie besteht aus fünf Beamten im gehobenen feuerwehrtechnischen Dienst und 28 Beamten und Angestellten im  mittleren Dienst.
Jährlich leistet die Berufsfeuerwehr Eisenach rund 1.200 Feuerwehreinsätze. Hierzu steht ihr ein Fuhrpark bestehend aus einem Einsatzleitwagen 1 (ELW 1), einem Tanklöschfahrzeug 24/50 (TLF 24/50), einem Hilfeleistungslöschgruppenfahrzeug (HLF 20), einer Drehleiter mit Korb (DLK 23/12), einem Gerätewagen Gefahrgut 2 (GW-G2), einem Gerätewagen Messtechnik (GW-Mess), einem Schlauchwagen (SW 3000) sowie einem Mehrzweckfahrzeug (MZF) zur Verfügung.
Zur Besonderheit der Berufsfeuerwehr Eisenach gehört, dass alle Mitarbeiter des Führungsdienstes bei einem kritischen Einsatz mit ausrücken, um die Aufgabe der dringend benötigten Einsatzfunktionen im Rahmen der Brandbekämpfung und der Technischen Hilfeleistung zu übernehmen. So kann der Brandschutz besonders werktags auch weiterhin auf hohem Niveau gewährleistet werden, selbst wenn Freiwillige Feuerwehrkräfte fehlen.

## Freiwillige Feuerwehren
Die Freiwillige Feuerwehr der Stadt Eisenach gliedert sich in neun Standorte. Hierbei unterhalten die Ortsteile Stregda, Stedtfeld, Neukirchen, Neuenhof, Göringen, Hörschel und Madelungen eine eigene, Stockhausen und Hötzelsroda eine gemeinsame Freiwillige Feuerwehr. Zusätzlich wird die Berufsfeuerwehr Eisenach durch die Freiwillige Feuerwehr Eisenach-Mitte verstärkt, welche sich im selben Gebäude wie die Berufsfeuerwehr befindet.
Den Freiwilligen Feuerwehren steht ein nach der Thüringer Feuerwehr-Organisationsverordnung (ThürFwOrgVO) vorgeschriebener Fuhrpark bestehend aus einem Mannschaftstransportfahrzeug (MTF), vier Löschgruppenfahrzeugen 8/6 (LF 8/6), einem Löschgruppenfahrzeug 16-TS (LF 16-TS), einem Tanklöschfahrzeug 16/24 Tr (TLF 16/24 Tr), vier Kleinlöschfahrzeugen Thüringen (KLF-TH), einem Tragkraftspritzenfahrzeug (TSF) und einem Rüstwagen 1 (RW 1) zur Verfügung.